# Jagdstaffel 31
A Jagdstaffel 31, conhecida também por Jasta 31, foi um esquadra de aeronaves da Luftstreitkräfte, o braço aéreo das forças armadas alemãs durante a Primeira Guerra Mundial. A sua primeira vitória aérea ocorreu a 3 de Março de 1917. O ás da esquadra foi Sylvester Garsztka. No total, a Jasta 31 abateu 30 aeronaves e 5 balões inimigos.

## Aeronaves
- Albatros D.V